# 주의 회복
주의 회복(The Lord's Recovery)은 지방교회의 워치만 니와 위트니스 리에 의해 소개되고 사용된 용어로서 1세기부터 시작된 교회의 하락 시기 동안에 상실된 진리들이 회복되어 축적된 것을 가리킨다. 비록 워치만 니와 위트니스 리는 종교개혁기 이전에도 회복이 있었음을 인식했지만 종교개혁 당시의 마르틴 루터로부터 주님의 회복이 시작되었다고 여겼다. 왜냐하면 그 때부터 '주요한' 회복들이 이루어졌기 때문이었다.

## 회복의 원칙
위트니스 리는 하나님께서 언제나 첫 번째로는 무언가를 세우시기 위해서 움직이시며 그 후에 이것이 사탄에 의해 손상되면 하나님께서 상실된 그것을 회복하시기 위해 두 번째로 움직이신다고 가르쳤다. 이것은 먼저 창조에서 발생했다. 위트니스 리에 따르면 하나님의 창조의 기록은 창세기 1장 1절에 있다. "태초에 하나님이 천지를 창조하시니라." 바로 그 다음 구절은 "땅이 혼돈하고 공허하며"라고 말한다. 이것은 원래의 창조 안에 있었던 것이 상실되었다는 것을 가리킨다. 그 후에 "하나님의 신은 수면에 운행하시니라"를 시작으로 하여 하늘과 땅은 6일 동안에 '회복'되었다. 이와 유사하게 솔로몬에 의해 세워진 유대인의 성전도 나중에 파괴되었고 그 뒤에 유대인들 중에서 남은자들이 바벨론에서 돌아왔을 때 회복되었다. 이것은 에스라서와 느헤미야서에 기록되었다.

## 간략한 역사
종교개혁 이전에도 회복들이 있었지만 하나님의 가장 큰 회복들은 마르틴 루터(Martin Luther)를 통한 믿음으로 의롭게 됨을 시작으로 하여 16세기 이후에 일어났다는 것이 워치만 니의 가르침이다. 그 이후로 회복은 믿음으로 의롭게 된 사람들에게 다시 침례를 베푼 재침례파로 이어졌다. 그리고 스코틀랜드 장로 교회를 설립한 존 칼빈(John Calvin)이 있으며, 고린도전서 14장의 실행을 인도한 필립 야콥 스페너가 있다. 그리고 크리스티안 데이빗과 진젠돌프 백작(Count Zinzendorf)과 최초로 세계 복음화를 위했던 모라비안 형제회가 있다. '영적 안내'를 쓴 미구엘 데 몰리뇨스(Miguel de Molinos), 하나님의 뜻과 하나되는 것과 자아 부인에 속한 문제에 공헌한 마담 귀용(Madame Guyon), 많은 영적인 메시지들을 해방하는데 있어서 마담 귀용과 함께 일한 프란시스 페넬롱 신부(François Fénelon), '빌라델비아 교회', 교회 집회의 외적인 실행들에 대해서 가르친 고트프리드 아놀드가 있다. 요한 웨슬리(John Wesley)와 찰스 웨슬리(Charles Wesley)와 조지 휘트필드(George Whitefield)는 구원과 죄의 제거와 성화와 노방전도에 대한 문제를 회복했고 형제회 중에 성경 해설가들에는 존 넬슨 다비(John Nelson Darby), 에드워드 크로닌(Edward Cronin), 안토니 노리스 그로브스(Anthony Norris Groves), 윌리암 켈리(William Kelly), 찰스 헨리 매킨토시(Charles Henry Mackintosh), 벤자민 윌스 뉴턴(Benjamin Wills Newton), 존 지포드 벨렛(John Gifford Bellett)이 있다. 그리고 찰스 스텐리가 있으며, '안전, 보장, 누림'을 쓴 조지 커팅이 있고, 그리스도인의 보상에 대한 문제를 가르친 로버트 고벳(Robert Govett)이 있다. 조지 호킨스 펨버(George Hawkins Pember)와 데이빗 모리슨 팬톤(David Morrieson Panton), 허드슨 테일러(Hudson Taylor)와 같은 성경 해설가도 있으며 기도에 대해서와 하나님의 말씀에 대한 믿음에 대해 가르친 죠지 뮬러(George Müller)도 있다. 기독교 선교 동맹 가운데는 알버트 벤자민 심프슨과 믿음으로 사는 실행과 신성한 신유에 대해서 가르친 A. J 고든이 있다. 헌신과 믿음을 통해서 오는 성화에 대해서 가르쳤던 로버트 피어슬 스미스(Robert Pearsall Smith)가 있으며, '그리스도인의 행복한 삶의 비결'을 쓴 한나 휘틀 스미스 여사(Mrs. Hannah Whitall Smith)가 있다. 그 외에도 스토크넬, 이반 홉킨스, '그리스도의 영'을 기록했으며 귀용 여사의 자아 부인을 뒤따르고 케스윅 총회(Keswick Convention)가 시작되게 한 앤드류 머레이가 있다. 케스윅 총회에서 이기는 생명에 대해 말한 H. C. 트럼불(H. C. Trumbull)이 있으며, '성도들에 대한 전쟁'을 썼고 귀용의 글들의 도움을 받아서 십자가의 공과에 대해 가르친 제시 펜 루이스 여사(Mrs. Jessie Penn-Lewis)가 있다. 또한 펜 루이스의 가르침에 따른 도움으로 십자가의 공과에 대해 체험하고 가르쳤던 홀든 형제가 있다. 워치만 니와 위트니스 리는 그들 자신도 이러한 '회복'의 수혜자들이며 그 연속선에 속하며 그 일부라고 믿었다.
이들 외에도 요한 아른트(Johann Arndt), 데오도어 어스틴 스팍스(Theodore Austin-Sparks), 마가렛 바버(Margaret E. Barber), 클레어보의 버나드(Bernard of Clairvaux), 야곱 보흐메(Jacob Boehme), 페테르(Peter Böhler), 존 번연(John Bunyan), 로렌스 형제(니콜라스 헤르만), 얀 후스(Jan Hus), 죠지 헨리 랑(George Henry Lang), 윌리암 로(William Law), 드와이트 라이먼 무디(Dwight Lyman Moody), 챨스 해든 스펄전(Charles Haddon Spurgeon), 윌리암 틴데일(William Tyndale), 존 위클리프(John Wycliffe), 에이든 윌슨 토우저(Aiden Wilson Tozer)등과 같은 많은 이들을 주의 회복의 일부로 여긴다.

## 같이 보기
- 지방교회
- 워치만 니
- 위트니스 리